# Cessna 150
Le Cessna 150 est un avion biplace à train tricycle qui a été conçu par le constructeur aéronautique américain Cessna pour l'entraînement au vol, les tournées et l'utilisation personnelle.
Le Cessna 150 est le cinquième  avion civil le plus produit, avec 23 839 avions produits.

## Développement
Le développement du Modèle 150 a commencé au milieu des années 1950 avec la décision prise par Cessna Aircraft de produire un successeur aux populaires Cessna 120 (en), et Cessna 140 dont la production était terminée en 1951. Les principaux changements dans la conception 150 étaient une aile entièrement métallique, l'utilisation du train tricycle, qui est plus facile à utiliser que le train d'atterrissage avec roulette de queue du Cessna 140, et le remplacement des bouts d'aile arrondis par des stabilisateurs horizontaux et verticaux avec des profils plus moderne. En outre, les volets étroits des ailes du 140 ont été remplacés par de plus grands volets Fowler, bien plus efficaces.
Le premier prototype du Cessna 150 a volé le 12 septembre 1957, la  production a commencé en septembre 1958, dans l'usine Cessna de Wichita, Kansas.
Il sera remplacé en 1978 par le Cessna 152, doté d'un moteur légèrement plus puissant, qui restera en production jusqu'en 1985 lorsque Cessna arrêtera la production d'avions légers.
Lorsque la production reprendra en 1995, Cessna ne construira plus de modèle biplace jusqu'en 2007, année d'apparition du Cessna 162 Skycatcher.
Plus de vingt-cinq ans après la fin de sa production, le Cessna 150 reste un avion école très répandu du fait de sa robustesse et de sa facilité d'entretien, mais aussi de sa maniabilité, qui lui confère un excellent statut d'avion-école (bien que moins bon sur ce point que le 152).

## Versions
Au cours de la production, le type évoluera avec entre autres l'adoption d'une large vitre arrière sur le modèle 150D en 1964 et la modification de la forme de la dérive sur le modèle 150F en 1966.
La motorisation restera par contre identique tout au long de la vie du type avec un Continental O-200 quatre cylindres à plat refroidi par air de 100 ch (75 kW) ou la version fabriquée sous licence par Rolls-Royce.
La version « Long Range » dotée de réservoirs de 132,5 l (utilisables) au lieu de 85 l (utilisables) permet d'augmenter la distance franchissable jusqu'à 1 416 km en croisière économique.
La version A150 Aerobat a des capacités de voltige élémentaire.
Des avions ont également été produits sous licence par Reims Aviation en France sous la désignation Reims F-150, le "F" indiquant qu'ils ont été construits en France. Ils sont motorisés par un Continental O-200-As construit par Rolls Royce et quelques-uns avec un Continental O-240-A (en).

## Caractéristiques

Vue 3 plans du Cessna 150.

## Production
De 1959 à 1977, un total de 23 949 Cessna 150 ont été construits :
- 22 138 par Cessna aux États-Unis, dont 734 Aerobat.
- 1 764 par Reims Aviation en France, dont 336 Aerobat.
- 47 par DINFIA en Argentine, dont 9 Aerobat.